# Ibiam
Ibiam este un oraș în Santa Catarina (SC), Brazilia.